# Chứng cuồng dâm
Chứng cuồng dâm (tiếng Anh: hypersexuality) là tình trạng ham muốn tình dục cao độ đến mức được coi là không bình thường và nghiêm trọng về mặt lâm sàng.
Những người bị rối loạn cảm xúc lưỡng cực (chứng hưng trầm cảm - bipolar disorder) có thể thường biểu hiện sự thay đổi động lực tình dục một cách dữ dội tùy thuộc vào tâm trạng. Cuồng dâm có thể thấy ở những giai đoạn của chứng cuồng hoặc pha hưng cảm.
Những điều kiện như bệnh Alzheimer, nhiều loại tổn thương não, hội chứng Klüver-Bucy, hội chứng Kleine–Levin và nhiều bệnh thoái hóa thần kinh có thể gây ra biểu hiện cuồng dâm.